# أحمد عطاري
أحمد عطاري ولد في 2 مايو 1994 في دولة قطر وهو سباح قطري شارك في بطولة العالم للرياضات المائية 2011.

## روابط خارجية
- أحمد عطاري على موقع الاتحاد الدولي للسباحة (الإنجليزية)
- أحمد عطاري على موقع SwimRankings.net (الإنجليزية)
- أحمد عطاري على موقع اللجنة الأولمبية الدولية (الإنجليزية)
- أحمد عطاري على موقع أوليمبيديا (الإنجليزية)